# Expedice 14
Expedice 14 byla čtrnáctá posádka dlouhodobě obývající Mezinárodní vesmírnou stanici (ISS). Velitel Michael López-Alegría a palubní inženýr Michail Ťurin startovali z kosmodromu Bajkonur 18. září 2006 ve 4 hodiny a 9 minut UTC na palubě Sojuzu TMA-9. Připojili se k Thomasu Reiterovi, který pracoval na ISS od 6. července 2006 (Discovery, mise STS-121). V prosinci 2006 vystřídala Thomase Reitera Sunita Williamsová (Discovery mise STS-116) a zůstala zde i s Expedicí 15.

## Posádka

### První část (září až prosinec 2006)
- Michael López-Alegría (4) velitel - NASA
- Michail Ťurin (2) palubní inženýr - Roskosmos (RKK Eněrgija)
- Thomas Reiter (2) palubní inženýr - ESA

### Druhá část (prosinec 2006 až duben 2007)
- Michael López-Alegría (4) velitel - NASA
- Michail Ťurin (2) palubní inženýr - Roskosmos (RKK Eněrgija)
- Sunita Williamsová (1) palubní inženýr - NASA

V závorkách je uveden dosavadní počet letů do vesmíru včetně této mise.

## Záložní posádka
- Peggy Whitsonová velitelka - NASA
- Jurij Malenčenko palubní inženýr - Roskosmos (CPK)
- Clayton Anderson palubní inženýr - NASA

## Cíle mise
- Pokračování stavby Mezinárodní vesmírné stanice pomocí výstupů do vesmíru a s posádkou raketoplánu Discovery při misi STS-116.
- Přemístění Sojuzu TMA-9 z modulu Zvezda k modulu Zarja.
- Přijetí tří návštěv nákladních lodí Progress, zásobující stanici potravinami, vodou, palivem a materiálem. Zásobit stanici i z přilétávajících raketoplánů.
- Rekonfigurace napájení ze solárních panelů a chladicího systému.
- Odstranění ochranného obalu kryjícího systém příhradových nosníků.

## Průběh mise

### Start a přílet k ISS
Hlavní část posádky Expedice 14 startovala společně s vesmírnou turistkou Anúší Ansáriovou Sojuzem TMA-9 z kosmodromu Bajkonur v Kazachstánu 18. září 2006. Kosmonaut Ťurin, který loď pilotoval, bez problému přistál 20. září u vesmírné stanice. Novou posádku přivítali členové Expedice 13: ruský velitel Pavel Vinogradov, americký palubní inženýr Jeffrey Williams a také další člen nové expedice, německý astronaut ESA Thomas Reiter, který na stanici přiletěl dříve, v červenci 2006.

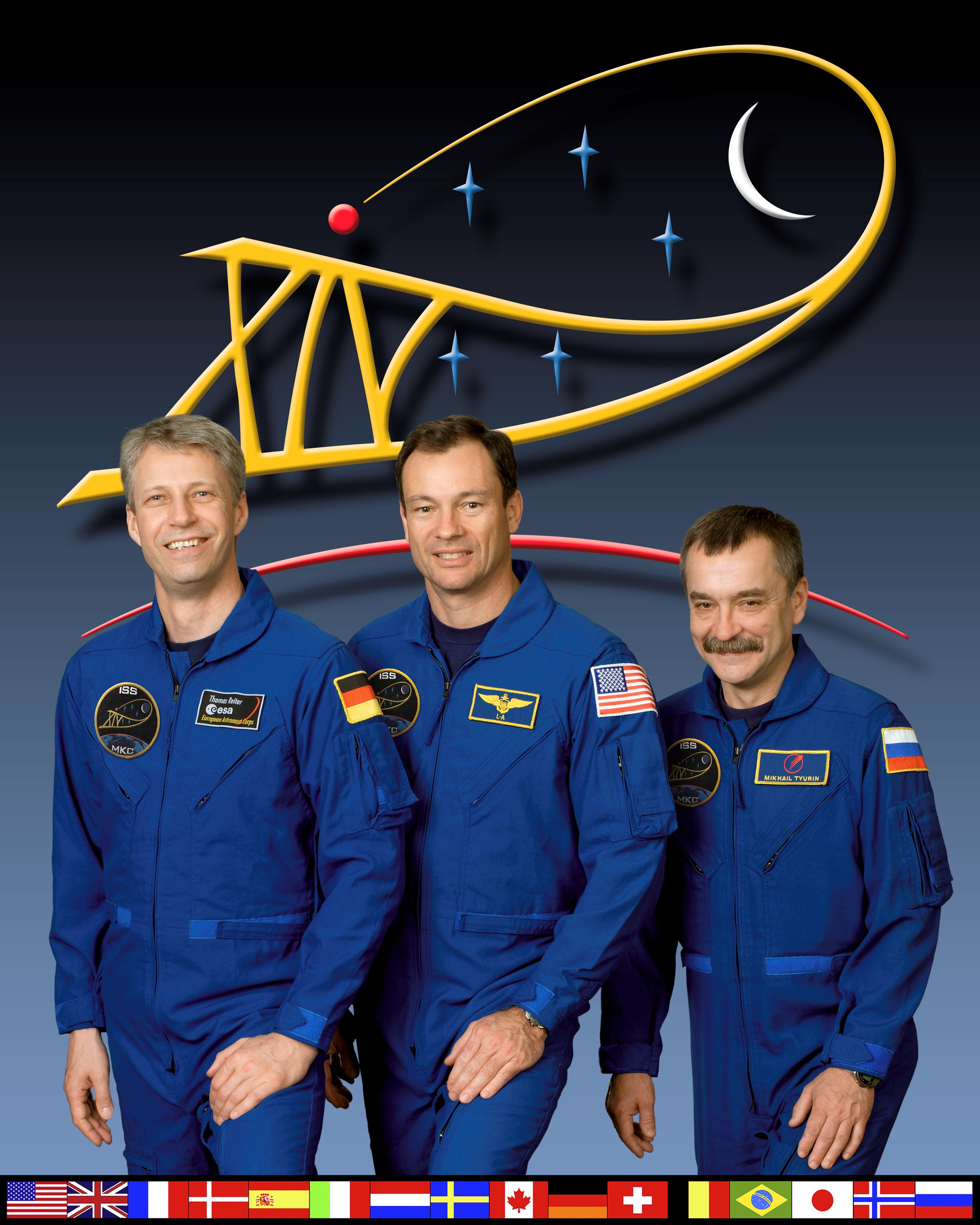
Expedice 14 v první etapě mise